# هایه ناد ییزروو
هایه ناد ییزروو (به چکی: Háje nad Jizerou) یک منطقهٔ مسکونی در جمهوری چک است که در ناحیه سمیلی واقع شده‌است.